# 8904 Yoshihara
8904 Yoshihara este un asteroid din centura principală, descoperit pe 15 noiembrie 1995, de Takao Kobayashi.